# Treno di Kastner

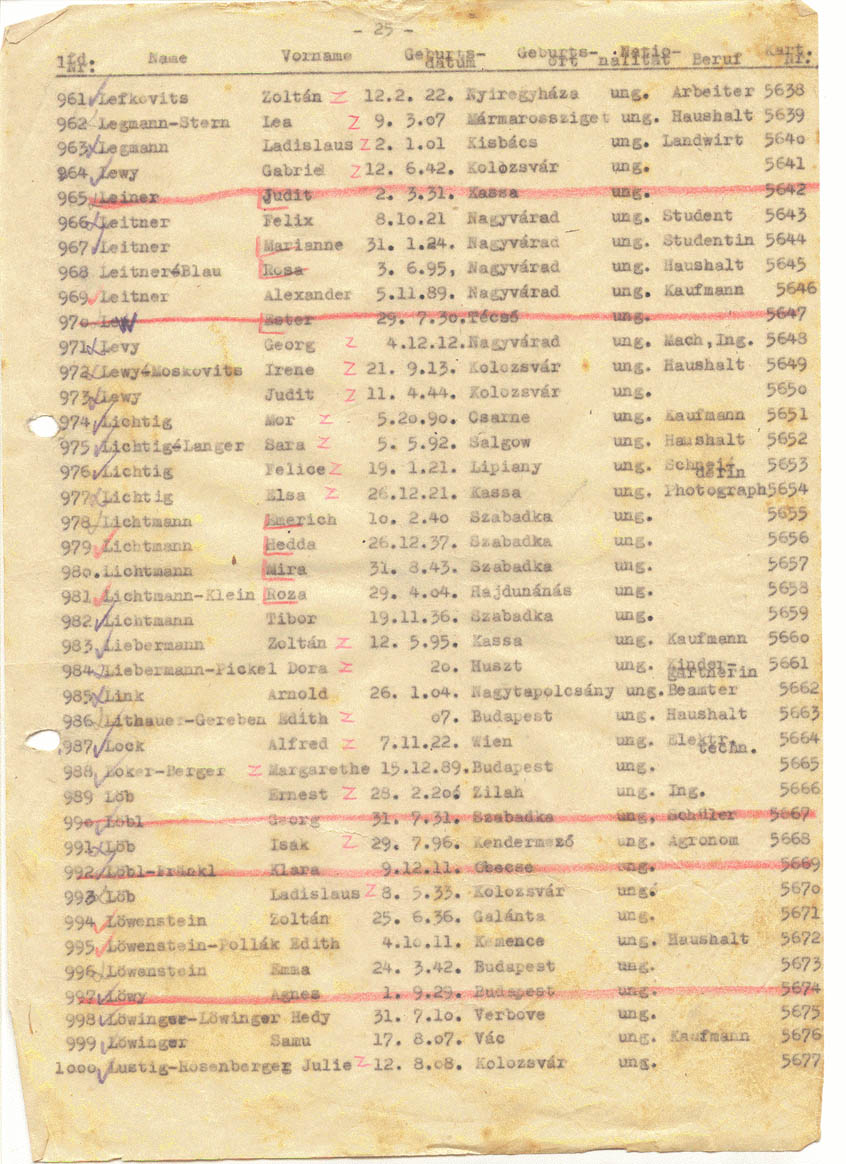
Una pagina della lista dei passeggeri del treno

Il treno di Kastner è il nome dato ad un trasporto speciale di 1684 ebrei ungheresi, ai quali nel 1944, durante l'Olocausto, le autorità naziste consentirono di lasciare Budapest e di rifugiarsi in Svizzera, passando per il campo di concentramento di Bergen-Belsen. L'operazione fu il risultato di un accordo tra Adolf Eichmann e Rudolf Kasztner, rappresentante del Comitato per l’Aiuto ed il Soccorso degli ebrei ungheresi, in cambio del pagamento di una cospicua somma di denaro.

## La storia
Dopo lo scoppio della seconda guerra mondiale, il giornalista e politico ebreo ungherese Rudolf Kasztner (Rezső Kasztner), assieme ad altri leader sionisti, aveva dato vita ad un Comitato per l'Aiuto ed il Soccorso dei numerosi profughi ebrei giunti in Ungheria. Pur alleata con la Germania nazista, l’Ungheria era un paese formalmente indipendente e sovrano, e gli ebrei ungheresi non erano soggetti a deportazione. Secondo la testimonianza resa da Joel Brand in occasione del processo Eichmann, tra il 1941 e il marzo 1944, il Comitato accolse tra i 22.000 e i 25.000 rifugiati ebrei provenienti da altri paesi.
Dopo l'invasione e l'occupazione tedesca dell'Ungheria, il 19 marzo 1944, l'attenzione del Comitato si spostò per cercare di impedire la deportazione degli ebrei ungheresi. Si ipotizzarono soluzioni di scambio con equipaggiamenti militari e camion o con valuta straniera. La situazione precipitò quando nel maggio 1944 cominciarono le deportazioni in massa degli ebrei ungheresi verso il campo di sterminio di Auschwitz-Birkenau.
Nel giugno del 1944, nel disperato tentativo di "salvare il salvabile", Kasztner riuscì a convincere Eichmann a consentire a quasi 1.700 ebrei ungheresi di fuggire dall'Ungheria e dalle deportazioni ad Auschwitz. Una commissione presieduta da Otto Komoly, presidente del Comitato, Kasztner e altri leader ebrei ungheresi selezionarono i passeggeri per il trasporto.
La lista includeva ebrei ricchi e poveri, leader sionisti, ebrei riformati, ortodossi e ultra-ortodossi, 40 eminenti rabbini (incluso il Rebbe di Satmar, Joel Teitelbaum) e, forse l'elemento più controverso, numerosi amici e familiari di Kasztner e 338 ebrei dalla sua città natale, Cluj. Altri passeggeri del "treno di Kasztner" rappresentavano uno spaccato dell'ebraismo ungherese: giornalisti, studiosi, insegnanti, artisti, infermiere, casalinghe con bambini piccoli, industriali e banchieri, contadini e piccoli imprenditori, in quello che Kastner definì come una sorta di "arca di Noè" dell'ebraismo ungherese. Tra i passeggeri 972 erano donne, 712 uomini. I bambini erano 273, molti dei quali orfani. L'età variava da pochi mesi a 82 anni.
Il 30 giugno 1944, negli stessi giorni in cui mezzo milione di ebrei ungheresi erano condotti a morire ad Auschwitz, il "treno di Kasztner" composto da 35 vagoni lasciò Budapest, trasportando 1.686 persone in cambio di una somma non chiara di denaro - alcuni rapporti indicano un prezzo di $1.000 a persona, pagato in valuta, oro, gioielli e azioni di scorta raccolti dal comitato ebraico. Ad ogni passeggero del treno di Kasztner fu permesso di portare due cambi di vestiti, sei cambi di biancheria intima, e cibo per 10 giorni.
Il viaggio fu lungo e tortuoso, vissuto dai passeggeri continuamente nella paura che gli accordi non fossero mantenuti. Nonostante la promessa di Adolf Eichmann che il treno avrebbe viaggiato direttamente in Svizzera, il trasporto raggiunse l'8 luglio 1944 Bergen-Belsen, dove i 1.684 passeggeri furono alloggiati in una sezione speciale loro riservata (Ungarnlager). Si trattava di una fermata obbligata nella contabilità burocratica tedesca: il campo-ostaggi del campo di concentramento di Bergen-Belsen era il luogo dove erano radunati e da dove partivano tutti gli ebrei che per motivi vari i nazisti ritenevano suscettibili di scambio.
Alla fine di agosto del 1944, un primo gruppo di 318 ebrei del treno di Kasztner furono liberati da Bergen-Belsen e trasportati in Svizzera. Ci furono alcuni decessi e alcune nascite e un gruppetto di 17 persone furono trattenute al campo, ma il 7 dicembre 1944, i rimanenti componenti del trasporto (circa 1.350) raggiunsero la Svizzera, dove furono ospitati nel villaggio di Caux, vicino a Montreux. Kasztner stesso viaggiò in Svizzera alla fine di novembre del 1944.
Nel 2008, Ladislaus Löb, che all'epoca aveva 11 anni, ha pubblicato un volume nel quale ricostruisce l'intera vicenda sulla base dei documenti storici e della propria esperienza autobiografica.

## Controversie nel dopoguerra
Dopo la guerra Rudolf Kasztner si trasferì in Israele e continuò il suo ruolo attivo nella politica sionista laburista, diventando un portavoce del Ministero del commercio e dell'industria nel 1952.
I suoi rapporti con le autorità naziste durante la guerra però sollevarono nel 1954 l'accusa di collaborazionismo e di aver perseguito interessi personali nelle trattative. Kasztner si difese sostenendo di aver insistito sull'inclusione della propria famiglia, familiari, amici e concittadini per convincere gli altri della sicurezza del convoglio. Tutto ciò portò ad un'accesa polemica in Israele e ad una controversa battaglia processuale, che dapprima nel 1955 condannò Kasztner, ma poi nel 1958 ne avrebbe sancito il definitivo proscioglimento.
Prima che la corte suprema raggiungesse questo verdetto, tuttavia, Kasztner fu vittima di un agguato, vicino a casa sua a Tel Aviv nella notte del 4 marzo 1957, ad opera di tre veterani di un gruppo di estrema destra israeliana, in quello che fu il primo assassinio politico nella vita del giovane stato. Kastner morì dodici giorni dopo in seguito alle ferite ricevute.
La vicenda del "treno di Kasztner" rimane tuttora oggetto di controversia, anche se l'atteggiamento prevalente degli storici è di  vedervi un episodio estremo di sopravvivenza all'Olocausto, le cui modalità furono determinate non tanto da interessi personali quanto dalle disperate contingenze storiche cui i protagonisti dovettero assoggettarsi.

### Filmografia
- A Kasztner-vonat (Il treno di Kastner), documentario  (Ungheria, 2006)
- Killing Kasztner, documentario diretto da Gaylen Ross (USA, 2008)